# Коли приходить звільнення
«Коли приходить звільнення» (дан. Når befrielsen kommer) — драматичний фільм режисера Андерса Вальтера, прем'єра якого відбулася 24 серпня 2023 року у Данії.

## Сюжет
Події відбуваються у Рислінге у квітні 1945 року.
Якоб, директор місцевої школи, змушений, за вказівкою німецької військової адміністрації, вирішувати питання розміщення у спортивному залі школи 200 німецьких біженців, яких зрештою виявилося більше 500, серед яких багато дітей.
Через значне скупчення, відсутність нормальних побутових умов та ліків, серед біженців починається епідемія дифтерії зі смертельними випадками. До того ж данці відмовляють біженцям у допомозі, вважаючи їх ворогами.
Якоб, після певних вагань, дістає ліки. Він пояснює це метою запобігти дитячим смертям та розповсюдженню епідемії на школярів.
Але його дії зустрічають категоричне несприйняття мешканців міста. Якобу погрожують звільненням, а підлітки цькують його сина Сьорена.
Після визволення міста від нацистів, Якоба деякий час тримають ув'язненим, але невдовзі відпускають. Він повертається до роботи за умови не надавати німецьким біженцям ніякої допомоги.
Але в цей час Сьорен дізнається, що німецька дівчинка Гізель, з якою він свого часу випадково познайомився, захворіла і потребує негайної медичної допомоги. Разом із батьком він відвозить її до лікарні та вони вмовляють данських лікарів лікувати німецьку дитину.
По поверненню Якоба звільняють зі школи і він із родиною покидає місто.

## Сприйняття
За словами керівника кінодистриб'юторської компанії TrustNordisk Сьюзен Вендт, фільм є «глибоко зворушливою та нервовою драмою, що зображує неймовірні дилеми, з якими стикаються люди після війни».
Як зауважив американський режисер та сценарист Даннцель Ескобар, «фільм нагадує про роботу, необхідну для запобігання скоєнню масштабних злочинів у майбутньому, особливо зважаючи на кровопролиття, що зараз триває  у Газі та в Україні».

## Номінації та нагороди
Фільм був висунутий до нагородження Данською національною кінопремією у категоріях: «Найкращий постановочний дизайн», «Найкращий дизайн костюмів», «Найкращий макіяж», «Найкращі візуальні ефекти». Також фільм був номінований до нагородження у категорії «Приз глядацьких симпатій».
Отримав нагороду міжнародного кінофестивалю у Санта Барбарі у категорії «Найкращий скандинавський фільм».